# Chalautre-la-Grande
Chalautre-la-Grande is een gemeente in het Franse departement Seine-et-Marne (regio Île-de-France) en telt 610 inwoners (1999). De plaats maakt deel uit van het arrondissement Provins.

## Geografie
De oppervlakte van Chalautre-la-Grande bedraagt 18,4 km², de bevolkingsdichtheid is 33,2 inwoners per km².
De onderstaande kaart toont de ligging van Chalautre-la-Grande met de belangrijkste infrastructuur en aangrenzende gemeenten.

## Demografie
Onderstaande figuur toont het verloop van het inwonertal (bron: INSEE-tellingen).